# Alfredo Navarro Benítez
Alfredo Navarro Benítez (Montevideo, 1868 - ibídem. 1951), fou un metge i polític uruguaià, pertanyent al Partit Colorado, que va ser vicepresident del seu país des de 1938 fins a 1943.

## Biografia
Nascut a Montevideo, era fill d'Antonio Navarro i Juana Benítez. El 1885 es gradua de batxiller. Doctorat en Medicina a París, es va especialitzar en cirurgia a França al costat del Dr. Victor Pauchet.
Quan va tornar a Montevideo, al costat dels seus col·legues Manuel Quintela, Elías Regules, Ángel Maggiolo i José Scosería, van reformular la Facultat de Medicina a imatge de La Sorbona. El 1897 va realitzar la primera operació neuroquirúrgica de l'Uruguai.
Va ser membre fundador del Sindicat Mèdic de l'Uruguai el 1920.
El 1938 és elegit vicepresident de l'Uruguai per un període de cinc anys, coincident amb la presidència d'Alfredo Baldomir Ferrari. Va morir el 1951 a Montevideo.